# Kerkhof van Hondegem
Het Kerkhof van Hondegem is een gemeentelijke begraafplaats van de gemeente Hondegem in het Franse Noorderdepartement. Het kerkhof ligt in het dorpscentrum rond de Sint-Omaarskerk (Église Saint-Omer) en wordt omgeven door een lage bakstenen muur. Aan de zuidwestelijke hoek staat een monument voor de dorpsgenoten die sneuvelden tijdens verschillende oorlogen waarbij Frankrijk betrokken was.

## Oorlogsgraven
Bij de zuidoostelijke rand van het kerkhof liggen een aantal Britse oorlogsgraven uit beide wereldoorlogen. Er liggen 7 geïdentificeerde graven uit de Eerste Wereldoorlog en 2 uit de Tweede Wereldoorlog. De graven worden onderhouden door de Commonwealth War Graves Commission en zijn daar geregistreerd als Hondeghem Churchyard.

### Onderscheiden militairen
- James Patrick Murphy, sergeant-majoor bij de Royal Field Artillery werd onderscheiden met de Distinguished Conduct Medal (DCM).
- Duncan McLean, onderluitenant bij het Otago Regiment, N.Z.E.F werd onderscheiden met de Military Medal (MM).